# Rachiptera percnoptera
Rachiptera percnoptera är en tvåvingeart som först beskrevs av Friedrich Georg Hendel 1914.  Rachiptera percnoptera ingår i släktet Rachiptera och familjen borrflugor. Inga underarter finns listade i Catalogue of Life.